# Loipl
La Loipl è una pista sciistica che si trova a Berchtesgaden, in Germania. Il pendio, che si snoda sul monte omonimo, è utilizzato per le prove delle discipline tecniche (slalom gigante e slalom speciale), sia maschili sia femminili.

## Storia
La pista ha ospitato numerose gare della Coppa del Mondo di sci alpino, a partire dalla prova inaugurale del massimo circuito, il 5 gennaio 1967. Nel 1974 Berchtesgaden fu teatro della prima grande affermazione di squadra della Nazionale di sci alpino dell'Italia, identificata per la prima volta con l'espressione giornalistica "Valanga azzurra" da La Gazzetta dello Sport proprio a commento della gara di slalom gigante di quella stagione. In quell'occasione la squadra italiana ottenne un risultato mai conseguito prima di allora da nessuna nazionale, aggiudicandosi le prime cinque posizioni della classifica finale. L'ordine di arrivo fu infatti:
1. Piero Gros (2:07.00)
2. Gustav Thöni (2:09.23)
3. Erwin Stricker (2:09.83)
4. Helmuth Schmalzl (2:10.48)
5. Tino Pietrogiovanna (2:10.77)

L'impresa ebbe vasta eco internazionale: il commissario tecnico della nazionale austriaca, Toni Sailer, disse: «Dovremo rivedere tutto, allenarci giorno e notte, perché questi italiani fanno paura». Il successo di Berchtesgaden non fu un evento isolato, ma rappresentò la massima espressione del dominio dello sci alpino italiano negli anni Settanta.

## Podi
Si riportano i podi relativi alle massime competizioni internazionali disputati sulla Loipl.

### Uomini

#### Slalom gigante
| Data            | Competizione         | Primo               | Secondo         | Terzo             |
| --------------- | -------------------- | ------------------- | --------------- | ----------------- |
| ...             |                      |                     |                 |                   |
| 5 gennaio 1967  | Coppa del Mondo 1967 | Heini Messner       | Jules Melquiond | Dumeng Giovanoli  |
| 1968-1970       | non disputato        | non disputato       | non disputato   | non disputato     |
| 5 gennaio 1971  | Coppa del Mondo 1971 | Edmund Bruggmann    | Patrick Russel  | David Zwilling    |
| 10 gennaio 1972 | Coppa del Mondo 1972 | Roger Rossat-Mignod | Gustav Thöni    | Walter Tresch     |
| 1973            | non disputato        | non disputato       | non disputato   | non disputato     |
| 7 gennaio 1974  | Coppa del Mondo 1974 | Piero Gros          | Gustav Thöni    | Erwin Stricker    |
| 1975-1976       | non disputato        | non disputato       | non disputato   | non disputato     |
| 10 gennaio 1977 | Coppa del Mondo 1977 | Ingemar Stenmark    | Klaus Heidegger | Alois Morgenstern |
| 1978-...        | non disputato        | non disputato       | non disputato   | non disputato     |

#### Slalom speciale
| Data            | Competizione         | Primo            | Secondo       | Terzo             |
| --------------- | -------------------- | ---------------- | ------------- | ----------------- |
| ...             |                      |                  |               |                   |
| 6 gennaio 1967  | Coppa del Mondo 1967 | Georges Mauduit  | Léo Lacroix   | Jean-Claude Killy |
| 1968            | non disputato        | non disputato    | non disputato | non disputato     |
| 3 gennaio 1969  | Coppa del Mondo 1969 | Alfred Matt      | Karl Schranz  | Patrick Russel    |
| 1970            | non disputato        | non disputato    | non disputato | non disputato     |
| 6 gennaio 1971  | Coppa del Mondo 1971 | Jean-Noël Augert | Heini Messner | Max Rieger        |
| 9 gennaio 1972  | Coppa del Mondo 1972 | Henri Duvillard  | Max Rieger    | Andrzej Bachleda  |
| 1973-1985       | non disputato        | non disputato    | non disputato | non disputato     |
| 14 gennaio 1986 | Coppa del Mondo 1986 | Johan Wallner    | Bojan Križaj  | Daniel Mougel     |
| 1987-...        | non disputato        | non disputato    | non disputato | non disputato     |

### Donne

#### Slalom gigante
| Data            | Competizione         | Prima                | Seconda              | Terza                 |
| --------------- | -------------------- | -------------------- | -------------------- | --------------------- |
| ...             |                      |                      |                      |                       |
| 18 gennaio 1976 | Coppa del Mondo 1976 | Danièle Debernard    | Lise-Marie Morerod   | Monika Kaserer        |
| 1977-1978       | non disputato        | non disputato        | non disputato        | non disputato         |
| 6 febbraio 1979 | Coppa del Mondo 1979 | Christa Kinshofer    | Irene Epple          | Annemarie Moser-Pröll |
| 10 gennaio 1980 | Coppa del Mondo 1980 | Hanni Wenzel         | Perrine Pelen        | Claudia Giordani      |
| 1981-1999       | non disputato        | non disputato        | non disputato        | non disputato         |
| 8 gennaio 2000  | Coppa del Mondo 2000 | Michaela Dorfmeister | Karen Putzer         | Martina Ertl          |
| 2001            | non disputato        | non disputato        | non disputato        | non disputato         |
| 19 gennaio 2002 | Coppa del Mondo 2002 | Michaela Dorfmeister | Stina Hofgård Nilsen | Geneviève Simard      |
| 4 gennaio 2003  | Coppa del Mondo 2003 | annullato            | annullato            | annullato             |
| 2004            | non disputato        | non disputato        | non disputato        | non disputato         |
| 8 gennaio 2005  | Coppa del Mondo 2005 | annullato            | annullato            | annullato             |
| 2006-...        | non disputato        | non disputato        | non disputato        | non disputato         |

#### Slalom speciale
| Data            | Competizione         | Prima                           | Seconda            | Terza              |
| --------------- | -------------------- | ------------------------------- | ------------------ | ------------------ |
| ...             |                      |                                 |                    |                    |
| 17 gennaio 1976 | Coppa del Mondo 1976 | Christa Zechmeister             | Danièle Debernard  | Hanni Wenzel       |
| 1977            | non disputato        | non disputato                   | non disputato      | non disputato      |
| 24 gennaio 1978 | Coppa del Mondo 1978 | Hanni Wenzel                    | Lise-Marie Morerod | Perrine Pelen      |
| 25 gennaio 1978 | Coppa del Mondo 1978 | Hanni Wenzel                    | Fabienne Serrat    | Lise-Marie Morerod |
| 1979            | non disputato        | non disputato                   | non disputato      | non disputato      |
| 9 gennaio 1980  | Coppa del Mondo 1980 | Perrine Pelen                   | Claudia Giordani   | Daniela Zini       |
| 1981            | non disputato        | non disputato                   | non disputato      | non disputato      |
| 23 gennaio 1982 | Coppa del Mondo 1982 | Christin Cooper                 | Perrine Pelen      | Ursula Konzett     |
| 1983-1998       | non disputato        | non disputato                   | non disputato      | non disputato      |
| 8 gennaio 1999  | Coppa del Mondo 1999 | Sabine Egger                    | Ingrid Salvenmoser | Pernilla Wiberg    |
| 9 gennaio 2000  | Coppa del Mondo 2000 | Špela Pretnar                   | Christel Pascal    | Trine Bakke        |
| 2001            | non disputato        | non disputato                   | non disputato      | non disputato      |
| 20 gennaio 2002 | Coppa del Mondo 2002 | Kristina Koznick Marlies Oester |                    | Janica Kostelić    |
| 5 gennaio 2003  | Coppa del Mondo 2003 | annullato                       | annullato          | annullato          |
| 2004            | non disputato        | non disputato                   | non disputato      | non disputato      |
| 9 gennaio 2005  | Coppa del Mondo 2005 | annullato                       | annullato          | annullato          |
| 2006-...        | non disputato        | non disputato                   | non disputato      | non disputato      |